# Planta de Tractocamiones de Minsk
La Planta de Tractocamiones de Minsk (en ruso, MZKT (МЗКТ) - Minski Zavod Koliósnyj Tyagachéi; en bielorruso,  MZKTs (МЗКЦ) - Мінскі завод колавых цягачоў), es una fábrica dedicada a la producción de camiones pesados, especialmente remolques y camiones de transporte militar, con sede en Minsk, en Bielorrusia, la que anteriormente fuera una división de la MAZ. algunos de los camiones producto de la MZKT están marcados como "VOLAT" (en bielorruso: волат, "Volat" literalmente se traduce como "Gigante").

## Organización
En 1954, la "MZKT" (o la Planta de Tractores sobre ruedas de Minsk), se fundó para desarrollar y producir tractores para la artillería remolcada; esta después diseño varias series de remolques para el transporte de armas y de artillería para el ejército de la URSS, incluyendo modelos de camiones pesados con tracción en las cuatro ruedas como el MAZ-537 y el MAZ-7310. Esta a su vez era una división dentro de la MAZ (conocida ahora solo por el ramo de la MAZ en el ensamble de coches de pasajeros). El nombre en ruso es "Минский завод колёсных тягачей"; que en español se podría abreviar como PTCM. En 1991, la MZKT se escinde en una firma separada; de ser anterior propietario y compañía matriz, la MAZ; la que continuó produciendo coches de pasajeros, mientras que la recientemente escindida manufactura camiones pesados.
En 1992, y como consecuencia de la disolución de la Unión Soviética, las órdenes por vehículos militares bajaron, y la MZKT se intentaría adaptar a este nuevo entorno con sus productos, ahora enfocados al mercado civil, con nuevos volquetes, tractocamiones, cabezotes y portagrúas.

## Sanciones
El 17 de diciembre de 2020, MZKT fue añadido a la lista de sanciones de la Unión Europea. El Reino Unido y Suiza también han sancionado a la empresa. En 2022, la planta, su director Aliaksei Rymasheuski y el subdirector Aliaksandr Vetsianevich fueron incluidos en la Lista de Nacionales Especialmente Designados y Personas Bloqueadas de los Estados Unidos, así como en las listas de sanciones del Reino Unido, Australia, Canadá, Nueva Zelanda y Ucrania. Además, Japón ha impuesto sanciones contra el MZKT.

## Productos
Muchos de los chasis en producción de la MZKT continúan usando los diseños de cabinas MAZ, los cuales son similares a los de la serie Turbostar de Iveco; pero, empezando en el año 2010, ese diseño será reemplazado por la firma Belkarplastik, con una nueva cabina, la que a su vez será también estándar en las usadas por los modelos de camiones de la Yarovit.
- MZKT-79221

Un camión de transporte de la lanzadera y/o erector para el misil RT-2UTTKh Topol M; a su vez un sucesor del camión MAZ-7917, el que a su vez es un sucesor del camión MAZ-5417
- MZKT-6922

Usado en los sistemas Tor y en otros sistemas de misiles SAM.
- MZKT-7930

Usado como el transporte de los sistemas de misiles balísticos 9K720 Iskander, y de los sistemas de computación y radares para el sistema de misiles "S-300".
- MZKT-79086

Camión petrolífero, de tracción 12x12
- MZKT-7429

Camión de tracción 8x8, para todo terreno
- MZKT-790976

Camión petrolífero, de tracción 8x8
- MZKT-75165

Volqueta, de tracción 8x8
- MZKT-74135

Transporte carrotanque, de tracción 8x8
Algunos de los modelos de camiones manufacturados por la Wanshan Special Vehicle, en China, se basan en diseños de la MZKT; por ejemplo el WS2400 se basa en el diseño del camión MAZ-543.

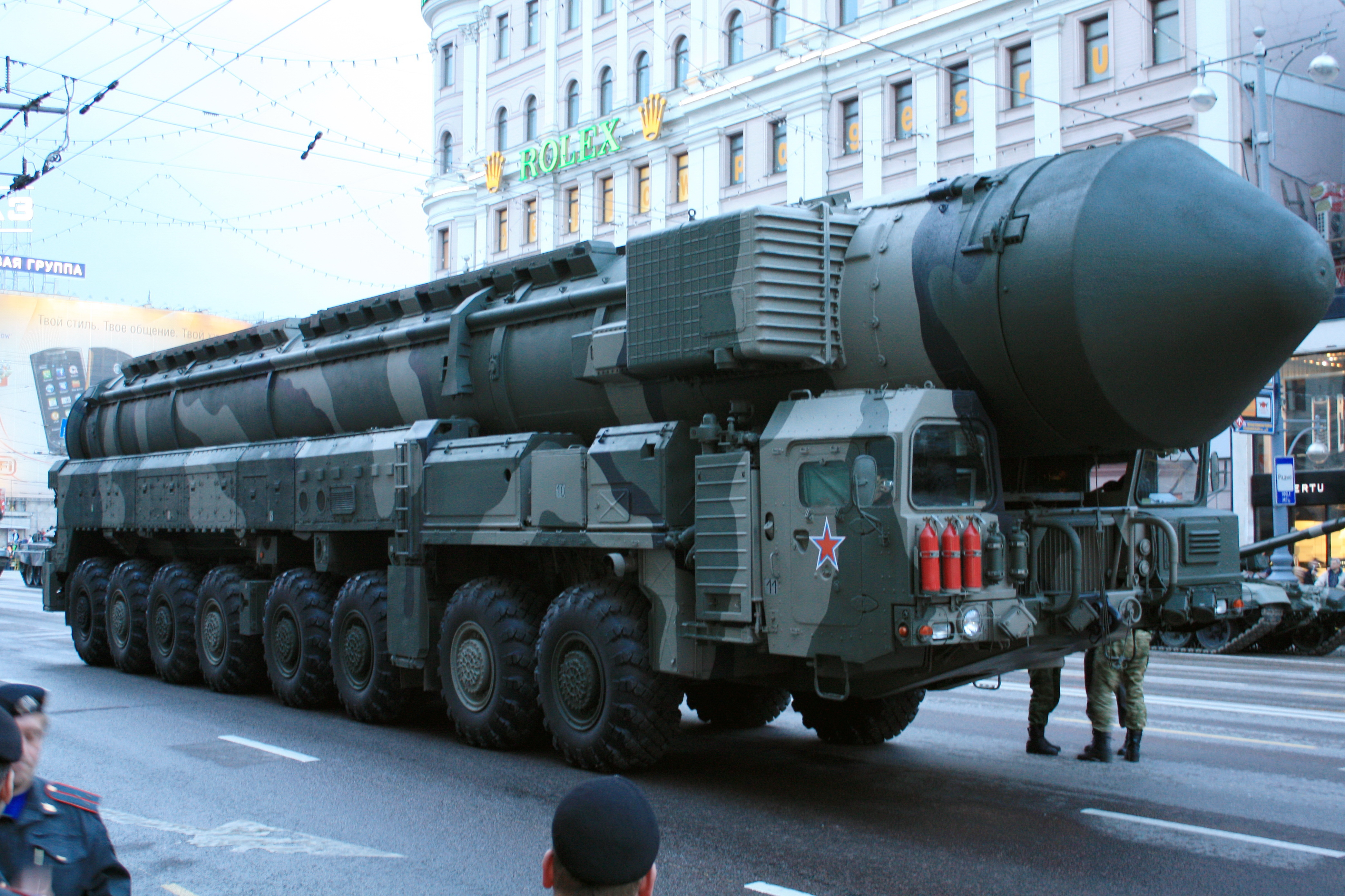
MZKT-79221
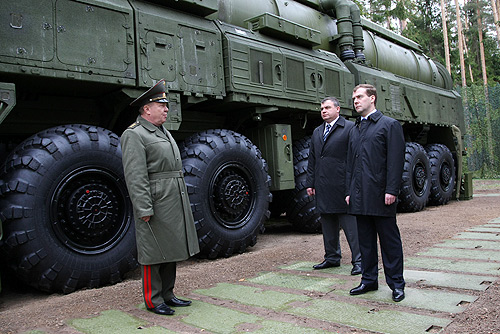
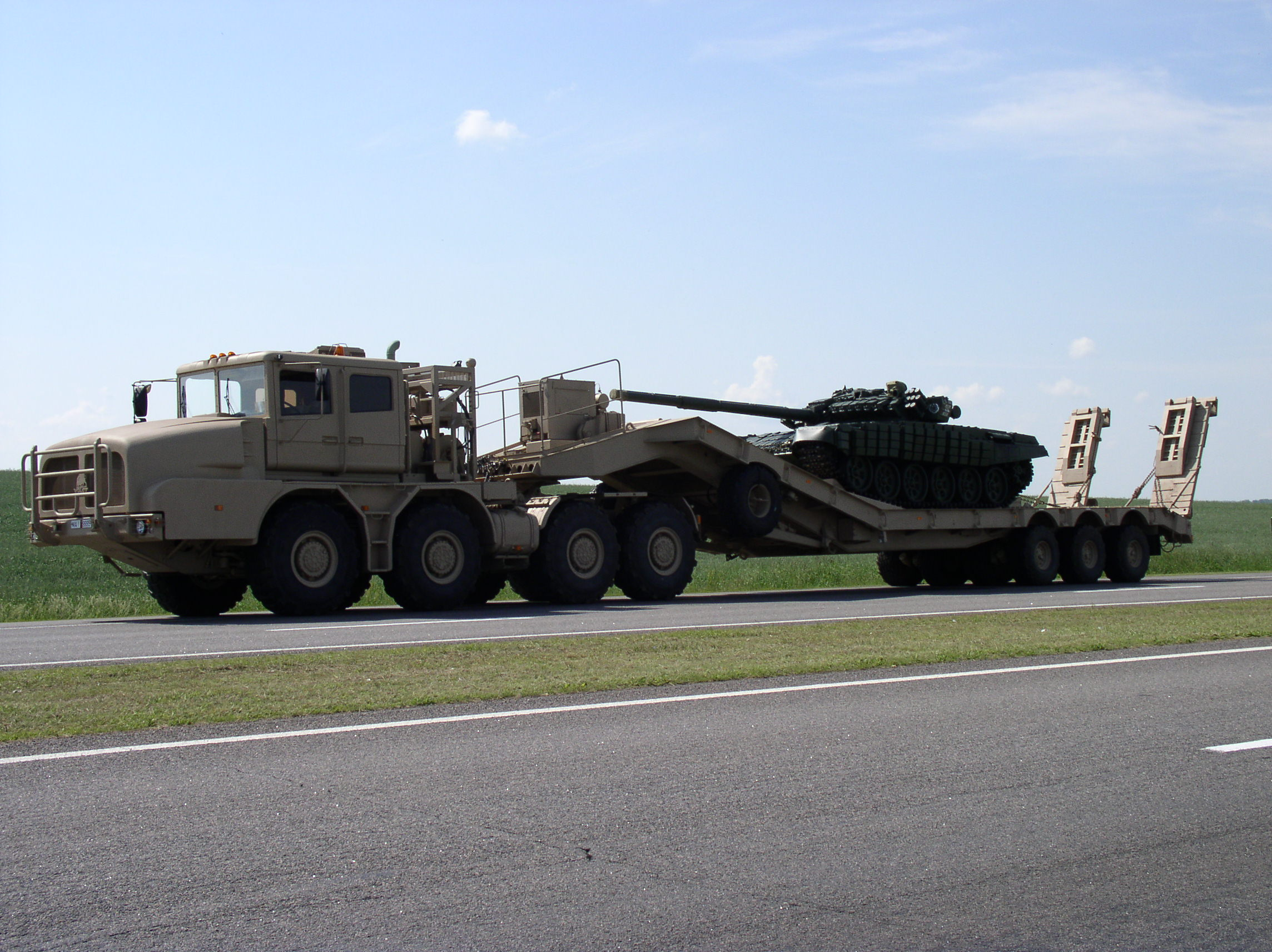
MZKT-74135 transportando un T-72
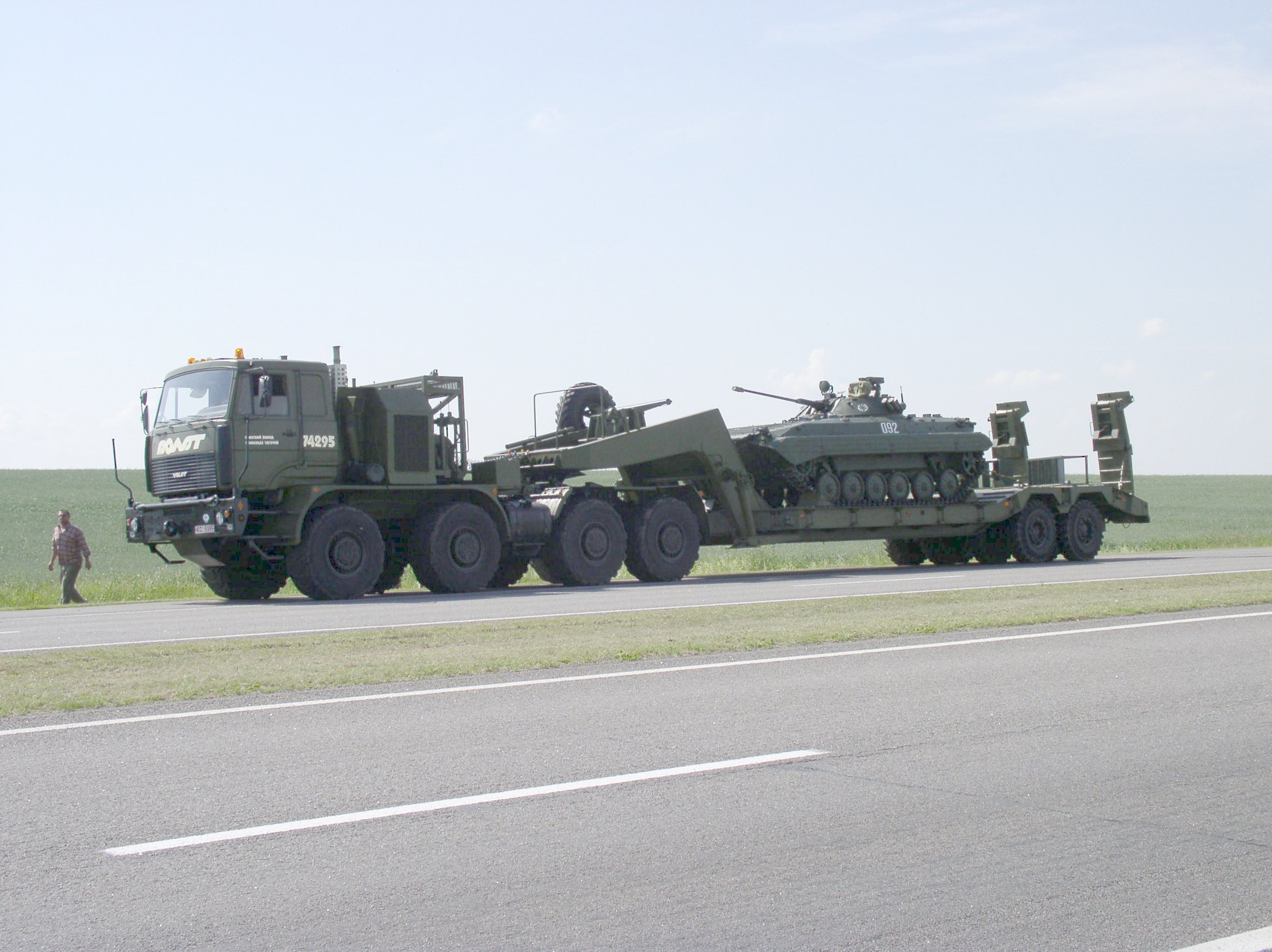
MZKT-74295 transportando un BMP-2
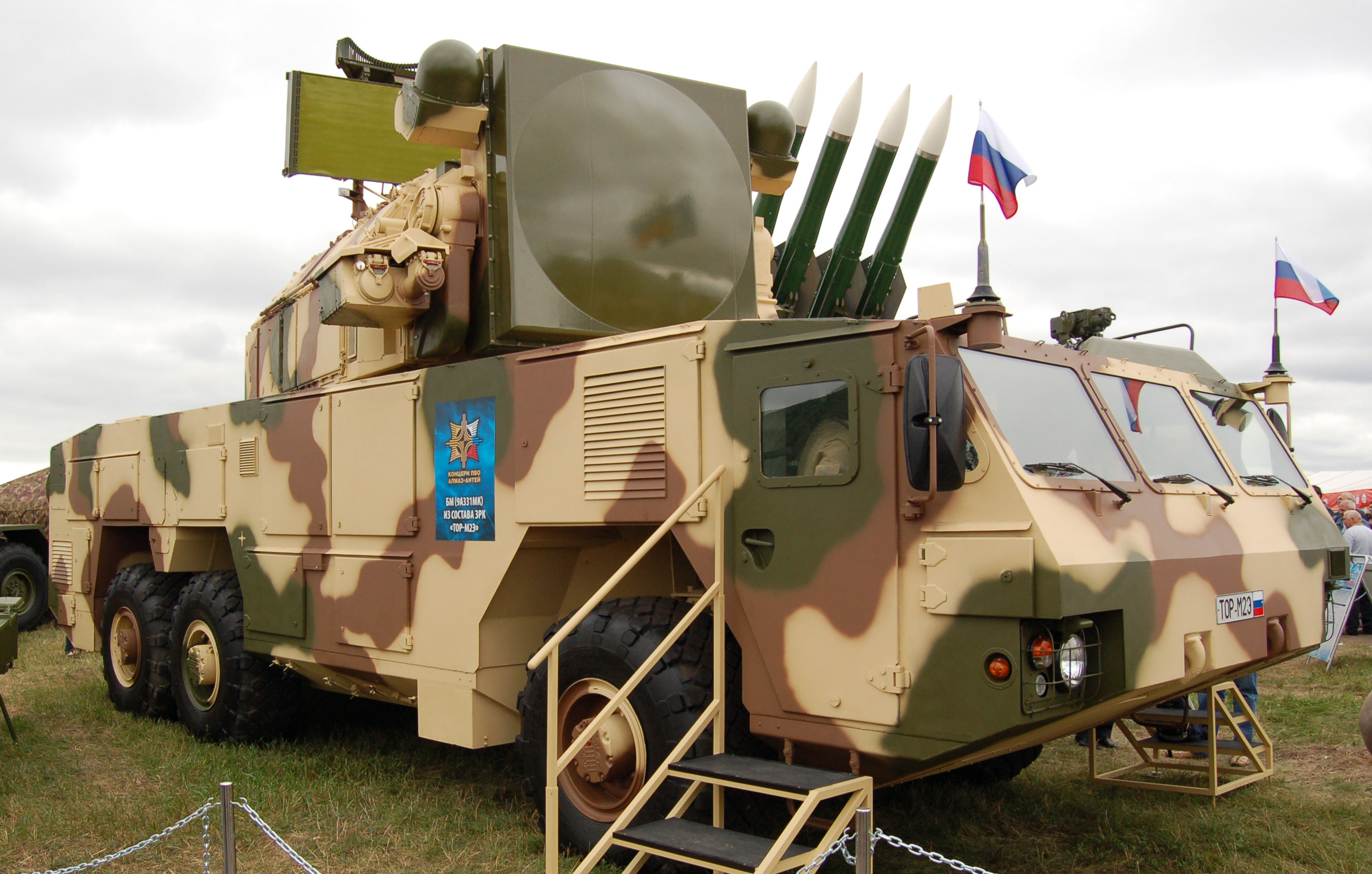
MZKT-6922
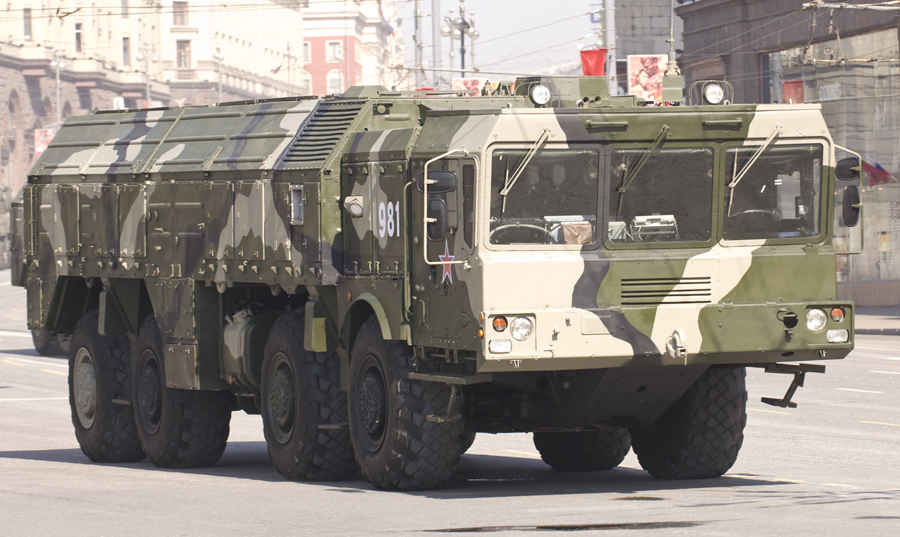
MZKT-7930
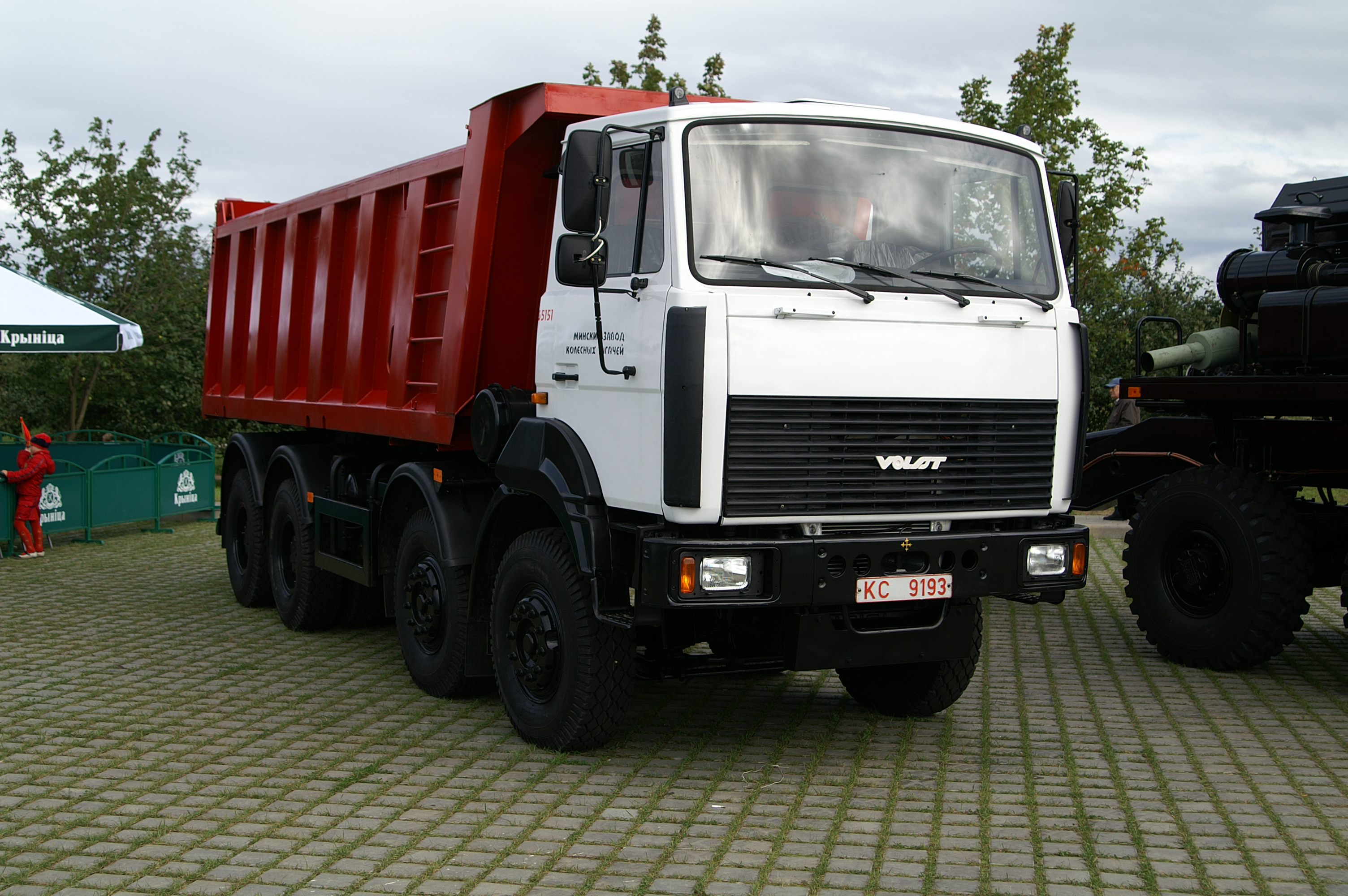
MZKT-65151
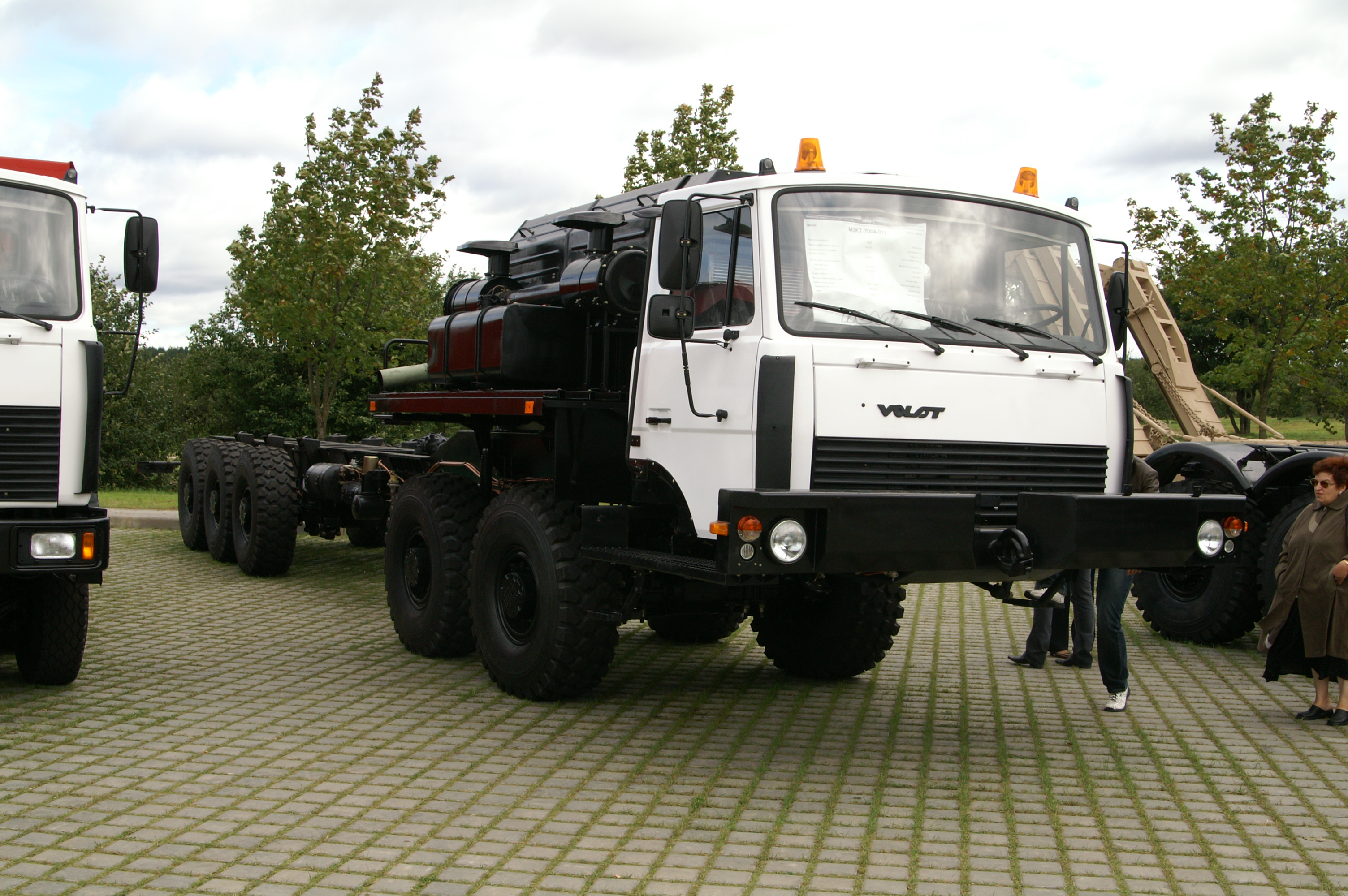
MZKT-7004
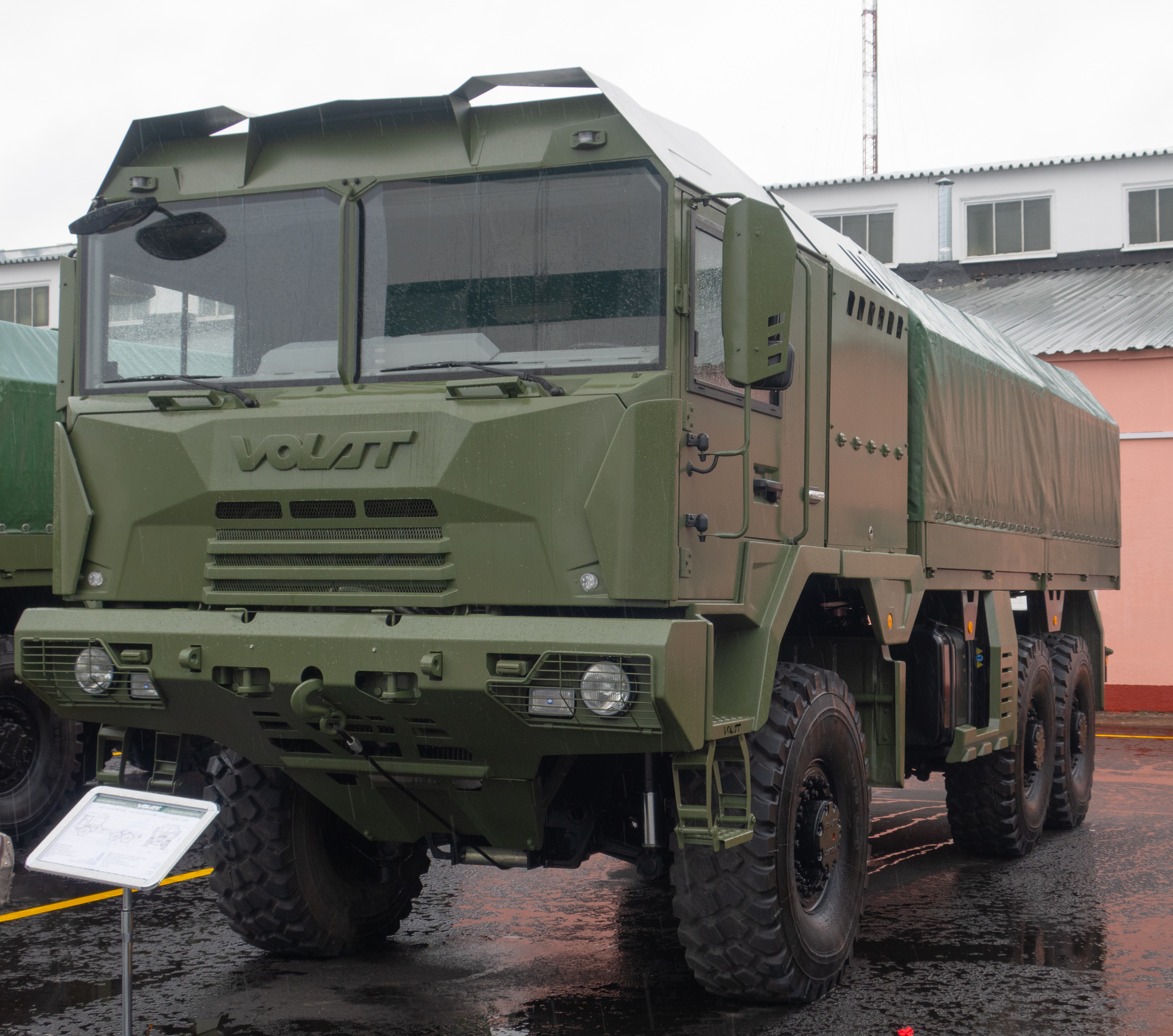
MZKT-600103
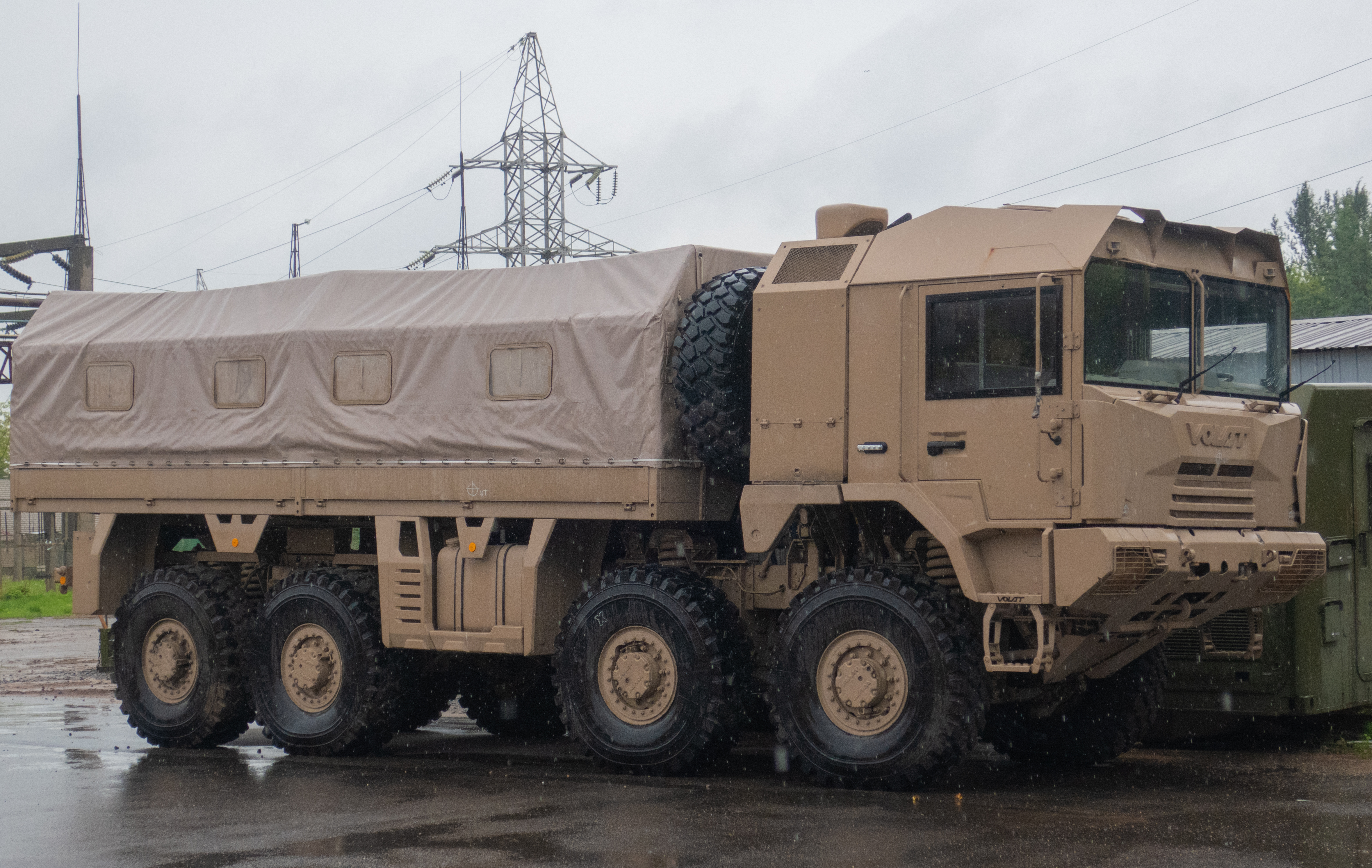
MZKT-600203
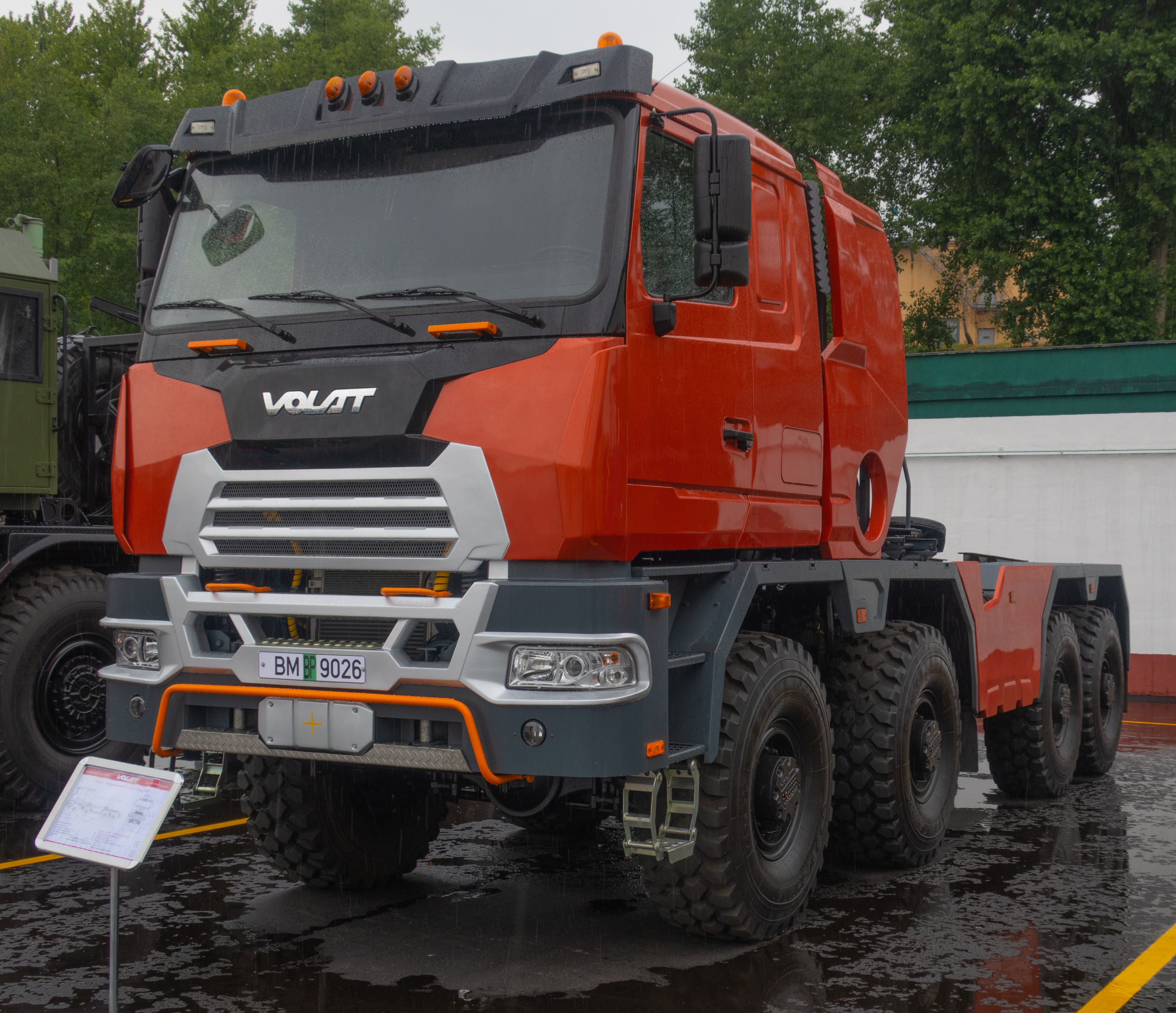
MZKT-750440
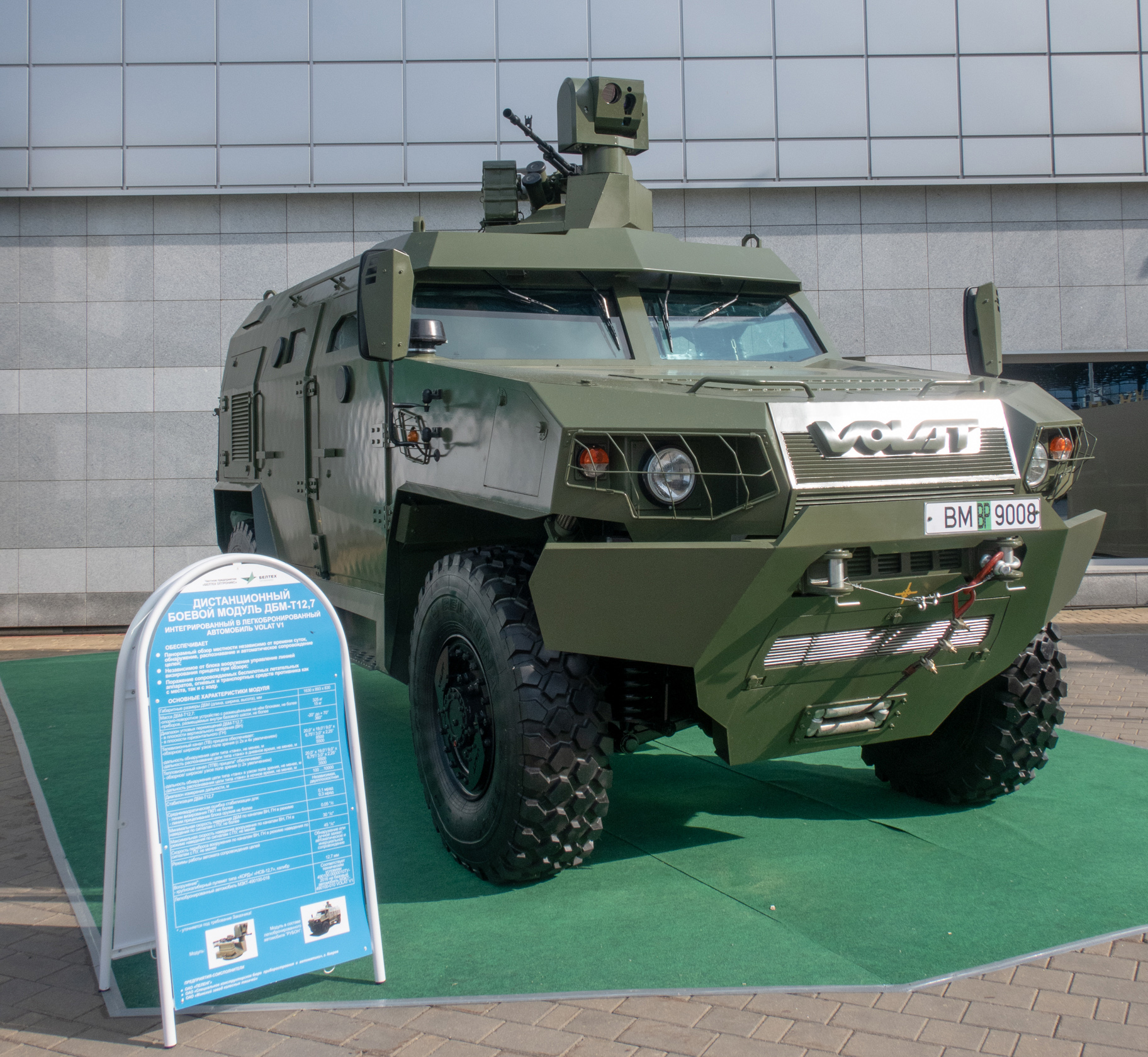
Volat V1
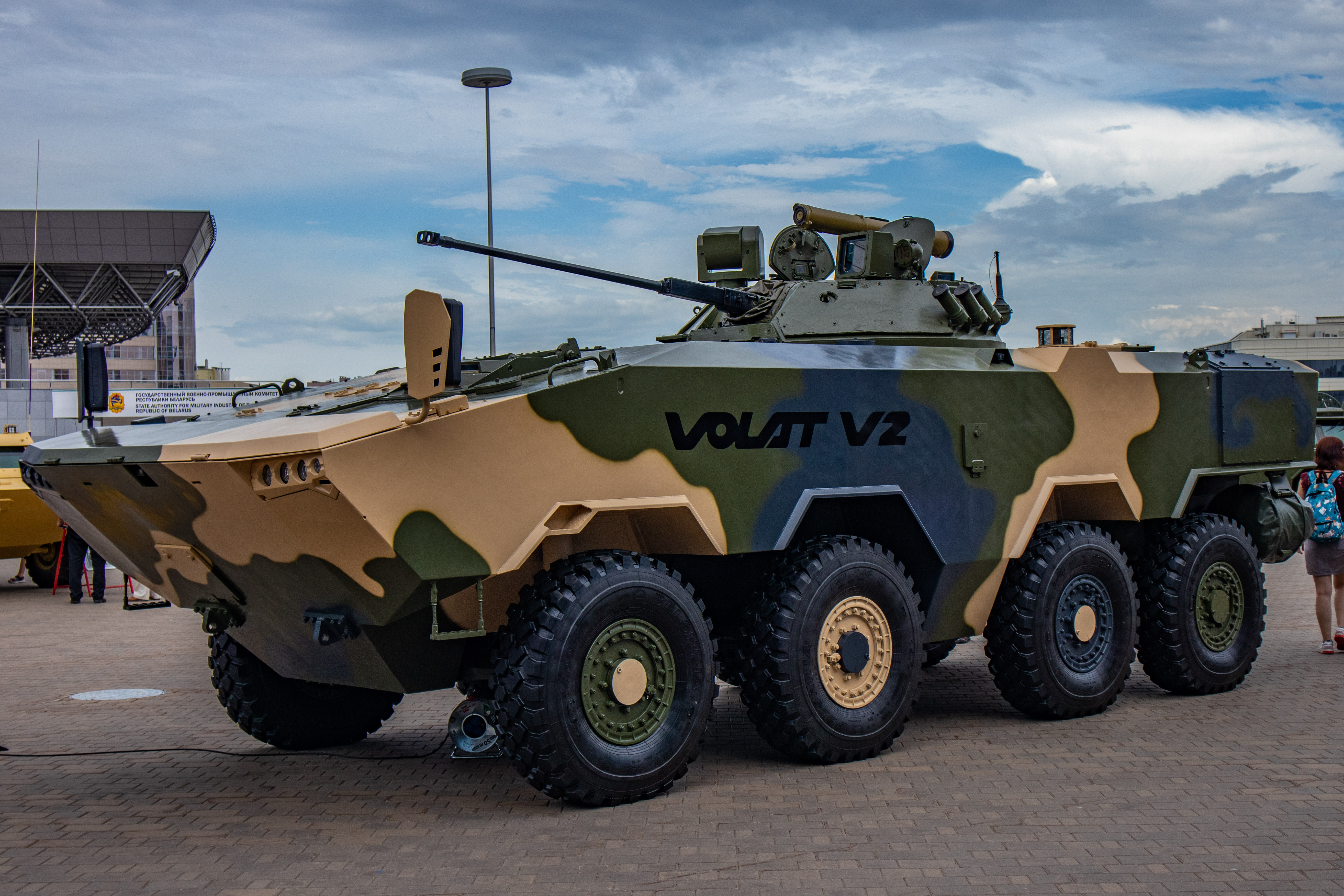
Volat V2